# فابیان لوستنبرگر
فابیان لوستنبرگر (آلمانی: Fabian Lustenberger؛ زادهٔ ۲ مهٔ ۱۹۸۸) بازیکن فوتبال اهل سوئیس است.
از باشگاه‌هایی که در آن بازی کرده‌است می‌توان به باشگاه فوتبال لوتسرن، باشگاه فوتبال هرتابرلین، و باشگاه ورزشی یانگ بویز اشاره کرد.
وی همچنین در تیم‌های ملی فوتبال زیر ۲۱ سال سوئیس و سوئیس بازی کرده‌است.